# Ritratto di giovane (Raffaello Madrid)
Il Ritratto di giovane è un dipinto realizzato tra il 1515 ed il 1520, attualmente conservato presso il Museo Thyssen-Bornemisza di Madrid. La tavola, di piccole dimensioni, sarebbe da attribuire a Raffaello o Giulio Romano.

## Storia
L'identità del personaggio è incerta (taluni ipotizzano che si tratti di Alessandro de' Medici). L'opera fu portata a termine negli ultimi anni di attività di Raffaello e nei primi del Romano, pertanto l'effettivo contributo del primo per l'esecuzione del dipinto è di difficile e controversa quantificazione.
Difatti, in quel periodo l'Urbinate, carico di commissioni, lasciò spesso ultimare - e non solo - la realizzazione di un grande numero di opere agli allievi della sua bottega, in particolare a Giovan Francesco Penni e Giulio Romano.

## Descrizione
Il formato scelto per rappresentare il personaggio è quello del mezzo busto, con le braccia non visibili (una scelta che si rifà all'antichità). Lo sfondo è chiaro, ed è visibile a destra l'ombra della testa, orientata per tre quarti verso la sinistra del dipinto, mentre lo sguardo rivolto allo spettatore è obliquo. La capigliatura è folta e riccia al punto da coprire le orecchie e incorniciare il viso dai tratti gentili; sul mento è visibile una fossetta. Il giovane indossa una sottile camicia colore bruno chiaro (quasi tendente al rosa), con colletto bianco in crêpe e un fiocco sulla spalla destra.
L'artista ha sapientemente utilizzato la luce per valorizzare il viso e la base del collo.